# Гранит (Орегон)
Вижте пояснителната страница за други значения на Гранит.
Гранит (на английски: Granite) е град в окръг Грант, щата Орегон, САЩ. Гранит е с население от 24 жители (2000) и обща площ от 1 km². Намира се на 1420,4 m надморска височина.